# Hydrosilany
Hydrosilany jsou sloučeniny čtyřvazného křemíku obsahující alespoň jednu vazbu Si-H. Základní sloučeninou je u nich silan (SiH4). Dalšími sloučeninami jsou fenylsilan (PhSiH3) a triethoxysilan ((C2H5O)3SiH). Polymery a oligomery zakončené hydrosilany se používají například na výrobu těsnění.

## Výroba a příprava
Trichlorsilan se průmyslově vyrábí reakcí chlorovodíku s křemíkem:
Si + 3 HCl → HSiCl3 + H2
Alkoxyhydrosilany se často vyrábí alkoholýzami trichlorsilanu, například triethoxysilan se získává touto reakcí:
HSiCl3 + 3 EtOH → HSi(OEt)3 + 3 HCl
Organohydrosilany je také možné získat částečnou hydrosilylací silanu:
SiH4 + 3 C2H4 → HSi(C2H5)3
V laboratořích se hydrosilany obvykle připravují působením hydridových činidel, jako je hydrid lithnohlinitý, na chlorsilany:
4 ClSi(C2H5)3 + LiAlH4 → 4 HSi(C2H5)3 + LiAlCl4

## Struktura
Vazba Si-H je delší než C–H (148 a 105 pm). Oproti vazbě C-H je Si-H přibližně o 10 % slabší.
| Vazba           | D (kJ/mol, 298 K) |
| --------------- | ----------------- |
| H3C-H           | 441               |
| H3Si-H          | 384               |
| (CH3)3C-H       | 404               |
| (CH3)3Si-H      | 397               |
| ((CH3)3Si)3Si-H | 351               |

Vodík má vyšší elektronegativitu než křemík, což vede k polarizaci vazby Si-H opačným směrem než u C-H. Hydrosilany jsou obvykle bezbarvé a jejich fyzikální vlastnosti (rozpustnost a těkavost) se podobají odpovídajícím uhlovodíkům. Mohou být samozápalné, protože vazby Si-H se snadno nahrazují vazbami Si-O.

## Reakce a použití
Mimo samotný silan, využívaný v mikroelektronice jako zdroj Si, se hydrosilany účastní i mnoha jiných reakcí. Jejich hlavní využití je v redukcích, a to jak v průmyslovém, tak i laboratorním měřítku. Konkrétními druhy reakcí jsou deoxygenace, hydrosilylace a iontové hydrogenace.

### Hydrosilylace

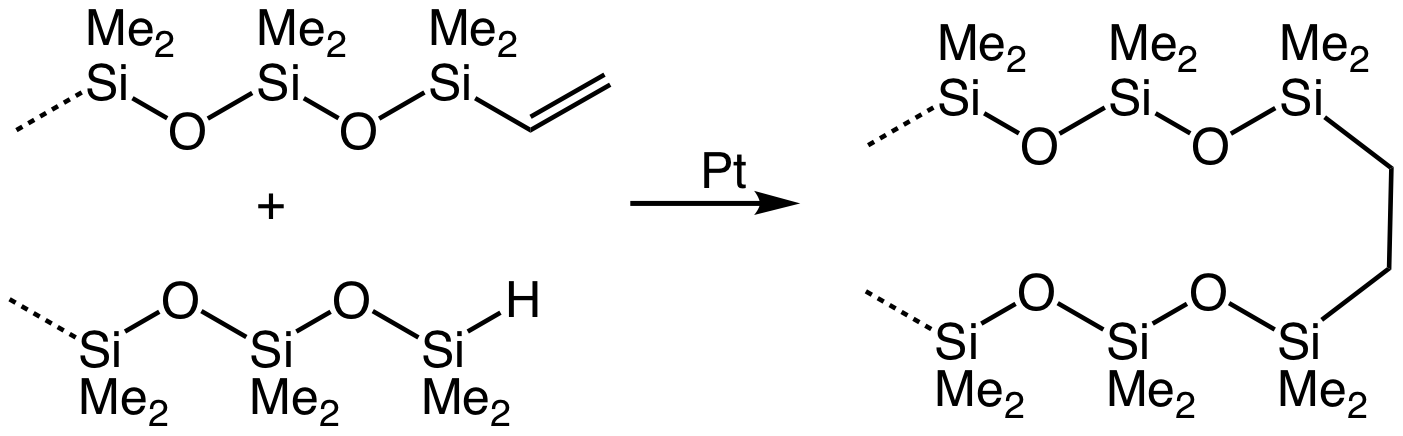
Vulkanizace siloxanové pryskyřice katalyzovaná platinou

Hydrosilylace jsou reakce, kdy se vazby Si-H navazují na násobné vazby alkenů, alkynů, iminů a karbonylových sloučenin. Tímto způsobem se vyrábí mnoho organokřemičitých sloučenin a materiálů. Jako příklad může sloužit síťování siloxanů s vinylovými koncovými skupinami:

### Přeměny na silanoly
Za přítomnosti platinových katalyzátorů reagují hydrosilany s vodou za vzniku silanolů:
R3SiH + H2O → R3SiOH + H2
Tutéž přeměnu lze provést i pomocí kyslíku a katalyzátorů.

### Fluoridové komplexy
Za přítomnosti fluoridových iontů vytvářejí hydrosilany vratně hypervalentní fluorokřemičitany s obecným vzorcem R3Si(F)H−). Tyto sloučeniny působí jako redukční činidla, podobně jako borohydridy.

### Iontové hydrogenace
Redukce pomocí hydrosilanů jsou skupinou iontových hydrogenací. Při těchto reakcích se vytváří karbokationty působením silných Lewisových nebo Brønstedových kyselin za přítomnosti hydrosilanů, které slouží k přesunům hydridů. Častou kyselinou je zde kyselina trifluoroctová.
Reakce probíhá stechiometricky.

### Deoxygenace a iontové hydrogenace
Hydrosilany se používají k deoxygenacím fosfinoxidů a sulfoxidů.

### Komplexy s kovy
Hydrosilany vytváří sigma komplexy s nenasycenými kovy. Vazby jsou podobné jako u komplexů divodíku, ale silnější. Příkladem může být (CH3C5H4)Mn(CO)2(H2SiPh2).

### Adice na organické substráty a jejich redukce
Podobně jako u hydrosilylací alkenů se mohou hydrosilany navazovat i na řadu dalších nenasycených substrátů.
V jedné studii byl použit triethylsilan na přeměnu fenylazidu na anilin:
Při této reakci se používá radikálový iniciátor v podobě 1,1′-azobis(cyklohexankarbonitril)u (ACCN) a alifatický thiol, který přemísťuje radikál na silylhydrid. Triethylsilylový radikál následně reaguje s azidem za oddělení dusíku a tvorby N-silylarylaminylového radikálu, který zachytí proton thiolu a zakončí tím katalytický cyklus: